# Мария Барбара Бах
Вижте пояснителната страница за други личности с името Бах.
Мария Барбара Бах (на немски: Maria Barbara Bach, 20 октомври 1684 – 7 юли 1720) е първата съпруга на композитора Йохан Себастиан Бах. Тя е негова втора братовчедка, тъй като е дъщеря на органиста и общински писар в Герен Йохан Михаел Бах.
Тя и избраникът ѝ Й. С. Бах се женят, докато той е органист в Блазиускирхе в Мюлхаузен, длъжност на която встъпва през 1707 г. Август същата година, Бах наследява 50 гулдена (повече от половината му годишна заплата) от своя чичо по майчина линия Тобиас Хамерхед. Това улеснява женитбата му с Мария Барбара, като сватбата се състои на 17 октомври в Дорнхайм, село близо до Арнщат, където е нейният дом и неговата предишна работа.
Въпреки че не се знае много за брака им, известно е, че е бил щастлив.
В периода, когато Бах вече работи в Кьотен, на 7 юли 1720 г. и докато Бах е зад граница с херцога, Мария Барбара внезапно умира, най-вероятно от инфекция свързана с бременност, оставяйки четири малолетни деца – Катерина Доротея, Вилхелм Фридеман, Йохан Готфрид Бернхард и Филип Емануел. Йохан Себастиан научава това едва при завръщането си от Карлсбад.
Мария Барбара ражда 7 деца, три от които умират малки:
- Катерина Доротея (* 28 декември 1708; † 14 януари 1774).
- Вилхелм Фридеман (* 22 ноември 1710; † 1 юли 1784).
- Йохан Кристоф (* 23 февруари 1713; † 23 февруари 1713).
- Мария София (* 23 февруари 1713; † 15 март 1713), близначка на Йохан Кристоф.
- Карл Филип Емануел (* 8 февруари 1714; † 14 декември 1788).
- Йохан Готфрид Бернхард (* 11 май 1715; † 27 май 1739).
- Леополд Аугустус (* 15 ноември 1718; † 29 септември 1719).

Ана Магдалена Вилке е втората съпруга на Бах, която се грижи за децата от първия му брак, като за свои собствени.
1. 1 2 3 4  128732369 //   Посетен на 4 май 2024 г.